# Вільнянськ (станція)
Вільнянськ (до 1974 — Софіївка) — вузлова залізнична станція 3-го класу Запорізької дирекції Придніпровської залізниці на перетині електрифікованих ліній Синельникове I — Запоріжжя I та Вільнянськ — Імені Анатолія Алімова між станціями Новогуполівка (13 км), Янцеве (8 км) та Запоріжжя-Ліве (16 км). Розташована в однойменному місті Запорізького району Запорізької області.
Станція Вільнянськ за основним призначенням та обсягом роботи — вантажна. Здійснює пропуск транзитних пасажирських поїздів далекого та приміського сполучення, прийом та завантаження вантажних поїздів. Має 6 колій загального користування, до яких примикають 5 під'їзних колій.
Від станції відгалужуються лінії у трьох три напрямках до станцій Запоріжжя I, Запоріжжя-Ліве та Синельникове I.
Станція щоденно відправляє сотні тонн народногосподарських вантажів: запасні частини для сільськогосподарських машин, вироби з пластмаси, комбікорму, продукти тваринництва тощо.

## Історія
Розбудові селища сприяло відкриття руху поїздів на залізничній лінії Лозова — Синельникове I — Запоріжжя I, а також будівництво на станції Софіївка блокгаузів. Станція відкрита 1873 року під первинною назвою Софіївка, під час прокладання першої дільниці головного ходу приватної Лозово-Севастопольської залізниці.
У 1894 році на станції Софіївка було засноване дворічне фабрично-залізничне початкове училище, в якому проходили навчання кваліфікованих робітників для обслуговування Лозово-Севастопольської залізниці. Станом на 1913 рік в училищі навчалося 47 учнів за професіями залізничного обхідника, ремонтника, помічника машиніста локомотива. Значна частина випускників цього закладу працювала в Олександрійських майстернях.
У 1934 році, по завершенню будівництва лінії Довгинцеве —Запоріжжя — Вільнянськ, станція набула статусу вузлової.
У 1965 році станція електрифікована постійним струмом (=3 кВ) в складі дільниці Лозова — Синельникове I — Запоріжжя I та Вільнянськ — Запоріжжя-Ліве.
У 1974 році станція перейменована на сучасну назву — Вільнянськ за назвою однойменного міста, де вона й розташована.

## Пасажирське сполучення
На станції Вільнянськ зупиняються приміські електропоїзди у напрямку Запоріжжя — Синельникове I / Дніпро.
До березня 2020 року на станції зупинявся єдиний денний регіональний поїзд № 822/821 Запоріжжя — Харків (скасований на невизначений термін).

## Галерея

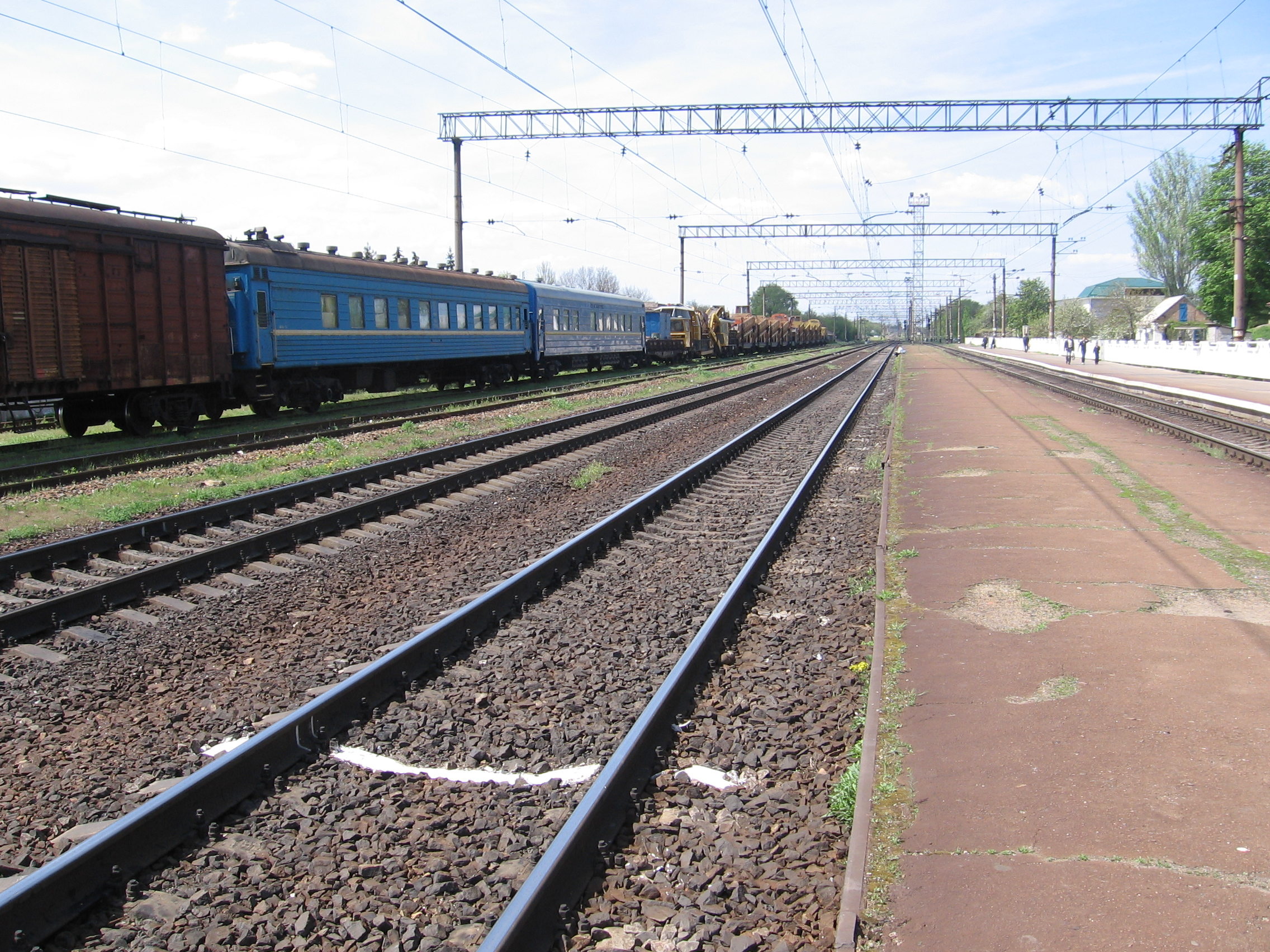
Вигляд у напрямку Запоріжжя I
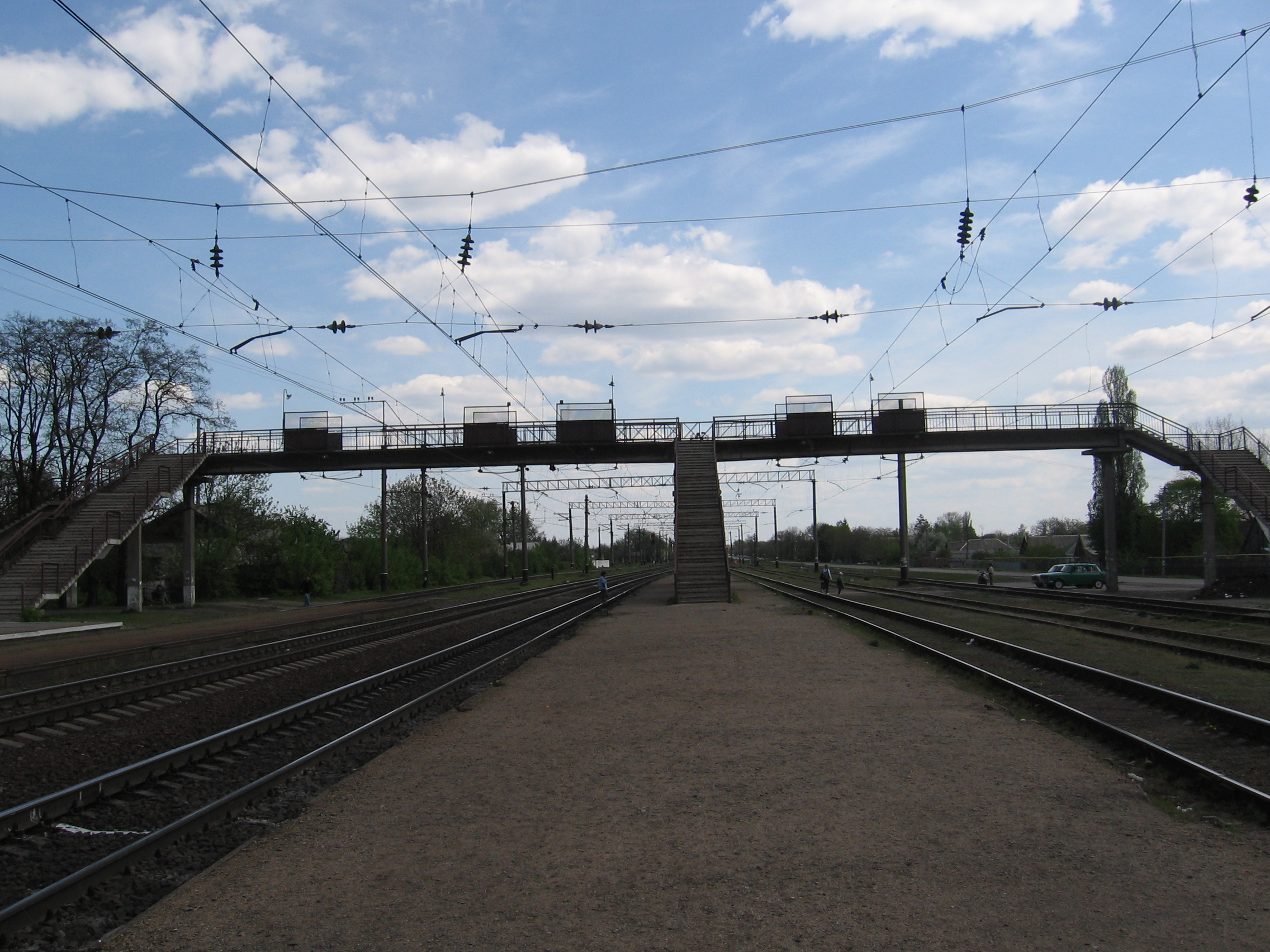
Вигляд у напрямку Синельникове I
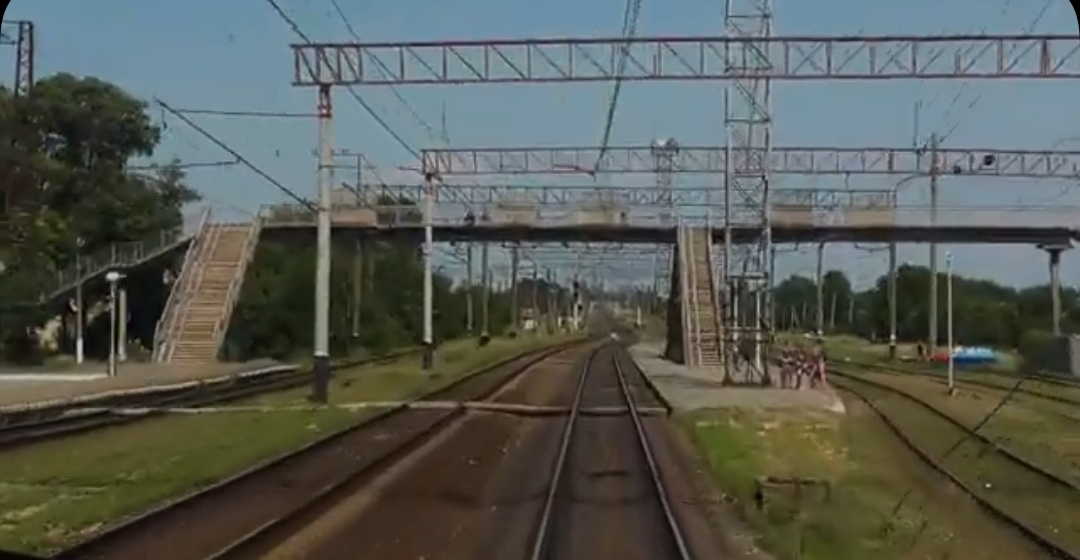
Пішохідний міст